# Fabrice Reuperné
Fabrice Olivier Reuperné (Saint-Pierre, 18 settembre 1975) è un ex calciatore francese, di ruolo difensore.

## Caratteristiche tecniche
Era un terzino sinistro.

## Carriera

### Club
Comincia a giocare nell'Assaut. Nel 1999 si trasferisce al Club Franciscain. Nel 2001 si trasferisce in Francia, allo Stade Reims. Nel 2002 passa al Romorantin. Nel 2004 viene acquistato dal Cannes. Nel 2005 si trasferisce al Clermont Foot. Nel 2006 si trasferisce in Grecia, al PAS Giannina. Nel 2007 passa al Kerkyra. Nel 2010 viene acquistato dal Golden Star. Nel 2014 si trasferisce all'Essor, con cui gioca fino al 2016.

### Nazionale
Ha debuttato in Nazionale il 17 gennaio 2002, in Martinica-Costa Rica (0-2). Ha messo a segno la sua prima rete con la maglia della Nazionale il 30 marzo 2003, in Martinica-Santa Lucia (5-4), in cui mette a segno il gol del temporaneo 3-4. Ha partecipato alla Gold Cup 2002, alla Coupe de l'Outre-Mer 2010, alla Gold Cup 2011 e alla Gold Cup 2013. Ha collezionato in totale, con la maglia della Nazionale, 29 presenze e due reti.

## Palmarès

### Club

#### Competizioni nazionali
- Championnat de Division d'Honneur: 2

Club Franciscain: 1999-2000, 2000-2001
- Coupe de la Martinique: 1

Club Franciscain: 2001